# Tariq at-Ta'ib
Tariq at-Ta'ib (arabisch طارق التائب, DMG Ṭāriq at-Tāʾib, englisch: Tarik El Taib; * 28. Februar 1977 in Tripolis) ist ein ehemaliger libyscher Fußballspieler. Er war Kapitän der libyschen Fußballnationalmannschaft.

## Vereinskarriere
Tarik El Taib begann seine Karriere bei Al-Ahli Tripoli in Libyen. 1997 wechselte er leihweise zum portugiesischen Klub SC Beira-Mar, kehrte jedoch im selben Jahr nach Libyen zurück.
Ab 2001 spielte er für verschiedene Topklubs in Tunesien, zunächst für Étoile Sportive du Sahel, danach für Club Africain und schließlich für CS Sfaxien. Im Jahr 2004 wechselte El Taib ablösefrei in die türkische Süper Lig zu Gaziantepspor.
Nach zwei Jahren in der Türkei unterschrieb er 2006 beim saudi-arabischen Klub Al-Hilal, später folgten Stationen bei Al-Shabab und erneut Al-Ahli Tripoli. Zwischen 2011 und 2016 spielte er unter anderem für al-Nasr SC (Kuwait), Misr El-Makasa, al-Suwaiq Club und Muaither SC in Kuwait, Ägypten, Oman und Katar.
Seine Karriere beendete El Taib nach der Saison 2015/16 bei seinem Heimatklub Al-Ahli in Tripolis.

## Erfolge
Ahli Tripolis
- Libyscher Meister: 1995, 2000, 2016
- Libyscher Landespokal: 2000
- Libyscher Supercup: 2000

Étoile Sportive du Sahel
- Vizemeister der tunesischen Meisterschaft: 2002

Club Africain
- Finalist im tunesischen Landespokal: 2003
- Finalist der arabischen Champions League: 2003

CS Sfaxien
- Tunesischer Pokalsieger: 2004
- Arabische Champions League: 2004

Al-Hilal Riadh
- Saudi-Arabische Fußballmeisterschaft: 2008
- Saudischer Kronprinzenpokal: 2008, 2009